# 木野双葉
木野 双葉（きの ふたば、1996年5月9日 - ）は、日本の女性声優。アイムエンタープライズ所属。神奈川県出身。

## 人物
日本ナレーション演技研究所出身である。
2014年4月から植田ひかる・新田ひより・花守ゆみりとでニコニコ生放送番組『ぽにきゃん ぜん部!』を担当していた。この縁もあり、新田ひよりと仲が良い。
2017年3月まで美容専門学校に通っていた。
趣味は音楽鑑賞、ストレッチ、歌唱。特技はモノマネ、ダンス。
高校生時代と声が変わり、出なかった音が出るようになったと語っている。

## 出演

### テレビアニメ
2013年
- アラタカンガタリ〜革神語〜（ギンチ）

2014年
- 人生相談テレビアニメーション「人生」（男の子、トーマス）
- 龍ヶ嬢七々々の埋蔵金（八真重護（幼少期））

2015年
- 小森さんは断れない!（バレー部員、同級生、先生）
- ランス・アンド・マスクス（小学生たち）
- レーカン!（顔無し霊、女性、死装束の女、守屋(少年期)）

2016年
- はんだくん（女子B）

2018年
- ベルゼブブ嬢のお気に召すまま。（財務部職員）
- ソードアート・オンライン アリシゼーション（子供）

### Webアニメ
- モンスターストライク（2017年、男の子[9][10]）

### ゲーム
2013年
- BEYOND: Two Souls（ゾーイ）

2014年
- 御城プロジェクト（大宝寺城、鶴ケ岡城、小牧山城）

2015年
- タワー オブ プリンセス（フィリーネ）

2016年
- 御城プロジェクト:RE（大宝寺城、鶴ケ岡城、小牧山城）
- スターレット（オリビア）

2017年
- デスティニーチャイルド（エラト）

2018年
- 輝星のリベリオン（ペーネロペー）
- 天華百剣 -斬-（あざ丸）
- 放置少女〜百花繚乱の萌姫たち〜（顔良・文醜、劉邦〈初代〉）

2024年
- 無期迷途（ムーア）

### 舞台
- 舞台「あいまいみー THE ミュージカル」（蛯原愛役、本人役）[17]
- 舞台「あいまいみー THE ミュージカル〜りぷれい〜」（本人役）[18]

### 吹き替え
- ショートゲーム（英語版）(アレクサ)

### ラジオ
※はインターネット配信。
- ぽにきゃん ぜん部!（2014年 - 2015年、ニコニコ生放送※・音泉※）
- ヒナとフタバのキノハウス!（2016年、超!A&G+※）

### インターネットテレビ
- AnimeJapan2015「ぽにきゃん ぜん部！」ステージ（ニコニコ生放送：2015年3月22日[19]）

## ディスコグラフィ

### キャラクターソング
| 発売日        | 商品名                                          | 歌                                                                                           | 楽曲                     | 備考                             |
| ------------- | ----------------------------------------------- | -------------------------------------------------------------------------------------------- | ------------------------ | -------------------------------- |
| 2015年9月16日 | TVアニメ「レーカン！」キャラクターソングCDその4 | オールスターキャスト                                                                         | 「カラフルストーリー」   | テレビアニメ『レーカン！』関連曲 |
| 2019年4月17日 | 百華繚乱                                        | あざ丸（木野双葉）、謙信兼光（朝井彩加）、児手柏包永withぽこ太・ぽこ助・ぽこ美（田中あいみ） | 「ふりそでんぐりがえし」 | ゲーム『天華百剣 -斬-』関連曲    |
| 2021年7月21日 | 百華繚乱 参                                     | あざ丸（木野双葉）、石切（照井春佳）、雲落とし（陶山恵実里）                                 | 「…デートしませんか?!」  | ゲーム『天華百剣 -斬-』関連曲    |

### ユニットメンバー
1. ↑  天海響（木戸衣吹）、井上成美（伊藤美来）、上原佳奈（飯田里穂）、江角京子（M・A・O）、小川真琴（山崎エリイ）、山田健太（山谷祥生）、代返侍（川原慶久）、花子さん（井澤美香子）、エロ猫（くじら）、メリーさん（松井恵理子）、コギャル霊（内田彩）、顔なし霊（木野双葉）